# ...And I Return to Nothingness
...And I Return to Nothingness – minialbum amerykańskiej grupy muzycznej Lorna Shore. Jest to pierwszy album nagrany z wokalistą Willem Ramosem. Płyta przyniosła grupie dużą popularność i zapewniła czołowe miejsce wśród deathcore'owych zespołów. Utwór „To the Hellfire” uznany został ponadto za najlepsze metalowe nagranie 2021 roku.

## Lista utworów
1. „To the Hellfire” – 6:09
2. „Of the Abyss” – 5:43
3. „...And I Return to Nothingness” – 6:10